# Morinda rigida
Morinda rigida är en måreväxtart som beskrevs av Friedrich Anton Wilhelm Miquel. Morinda rigida ingår i släktet Morinda och familjen måreväxter. Inga underarter finns listade i Catalogue of Life.